# Nestor-Désiré Nongo-Aziagbia
Nestor-Désiré Nongo-Aziagbia SMA (ur. 6 marca 1970 w Mbaïki) – środkowoafrykański duchowny katolicki, biskup Bossangoa od 2012.

## Życiorys
Święcenia kapłańskie otrzymał 23 sierpnia 1998 w Stowarzyszeniu Misji Afrykańskich. Po święceniach pracował duszpastersko na terenie wikariatu apostolskiego Kontagora. W 2004 wyjechał do Francji i został przełożonym wspólnoty w Strasburgu.
14 maja 2012 papież Benedykt XVI mianował go ordynariuszem diecezji Bossangoa. Sakry biskupiej udzielił mu 22 lipca 2012 prefekt Kongregacji ds. Ewangelizacji Narodów - kard. Fernando Filoni.